# Fonte do Suspiro
Fonte do Suspiro é uma dos atrativos turísticos do centro da cidade de Nova Friburgo. Situa-se no bairro do Suspiro, próxima ao Tiro de Guerra 01-010.

## História
A Fonte possui este nome porque os poetas, trovadores, artistas e celebridades da cidade vinham para essa região namorar, passear e claro escrever e buscar as inspirações para suas obras. A Fonte do Suspiro era a principal fonte da vila de Nova Friburgo desde a sua fundação em 1820, onde os habitantes abasteciam de água as suas residências. Com o passar do tempo, a fonte provocou a urbanização local surgindo a Praça do Suspiro e a Igreja de Santo Antônio.  Na Fonte do Suspiro foram canalizadas três bicas: do Amor, da Saudade e do Ciúme.
Na região foi construída também a Praça dos Trovadores, uma justa homenagem a Cidade da Trova que é Nova Friburgo, reconhecida nacionalmente pelo Festival dos Jogos Florais. Durante muitos anos, a fonte ficou em completo abandono sendo recuperada em 2009 pela prefeitura trazendo o charme e a alegria dos anos 30, 40 e 50. Em dezembro de 2014, a Fonte e Praça dos Trovadores foram reinauguradas, dois equipamentos públicos destruídos na tragédia climática de 2011.